# El Ángel de la Independencia
El Ángel de la Independencia, bzw. das Monumento a la Independencia, ist ein Denkmal in Mexiko-Stadt, das sich auf einem Kreisverkehr beim Paseo de la Reforma in der Innenstadt befindet und in Form und Ausführung der Berliner Siegessäule ähnelt.

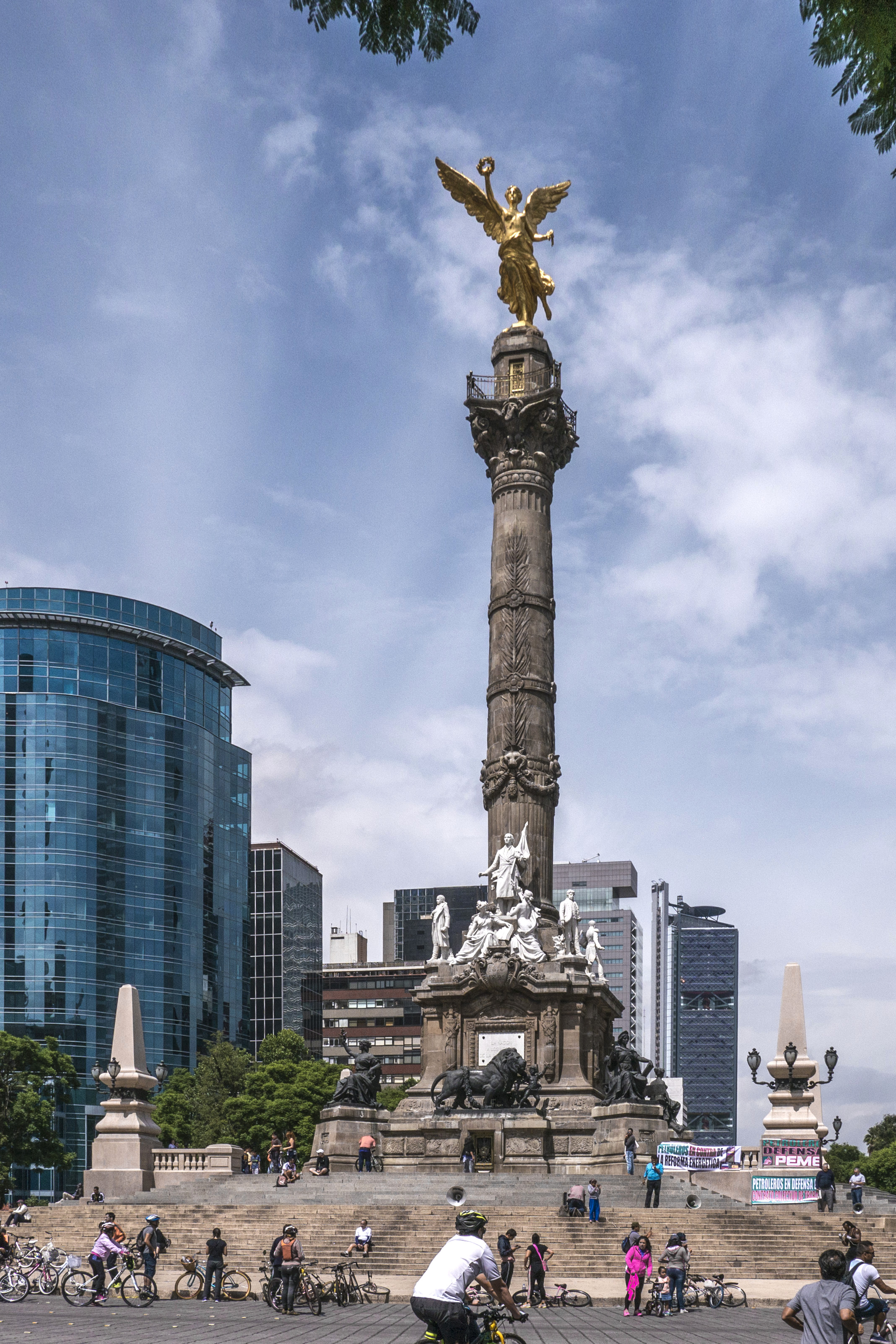
Frontansicht des Denkmals

## Beschreibung

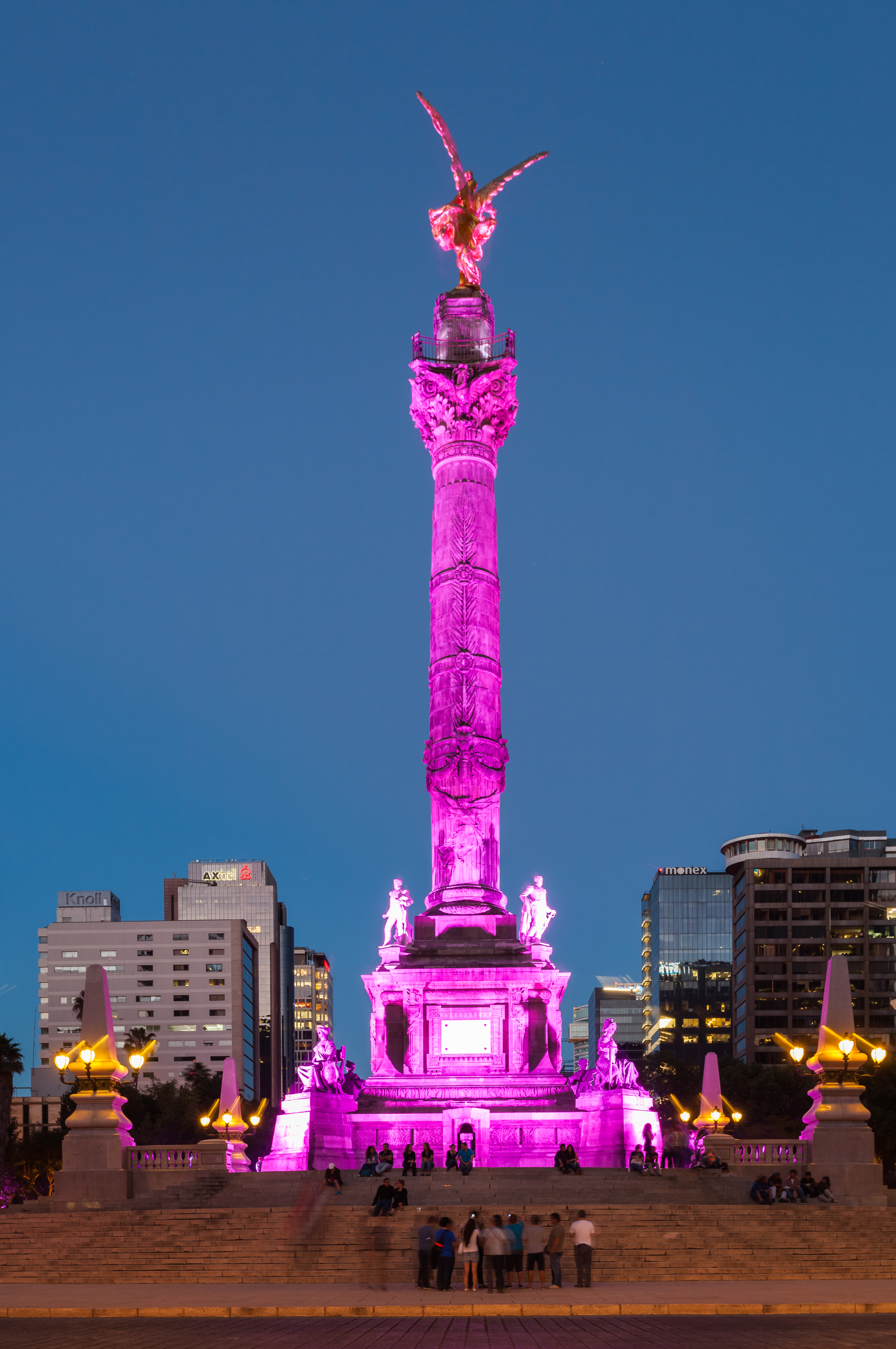
Nachtaufnahme

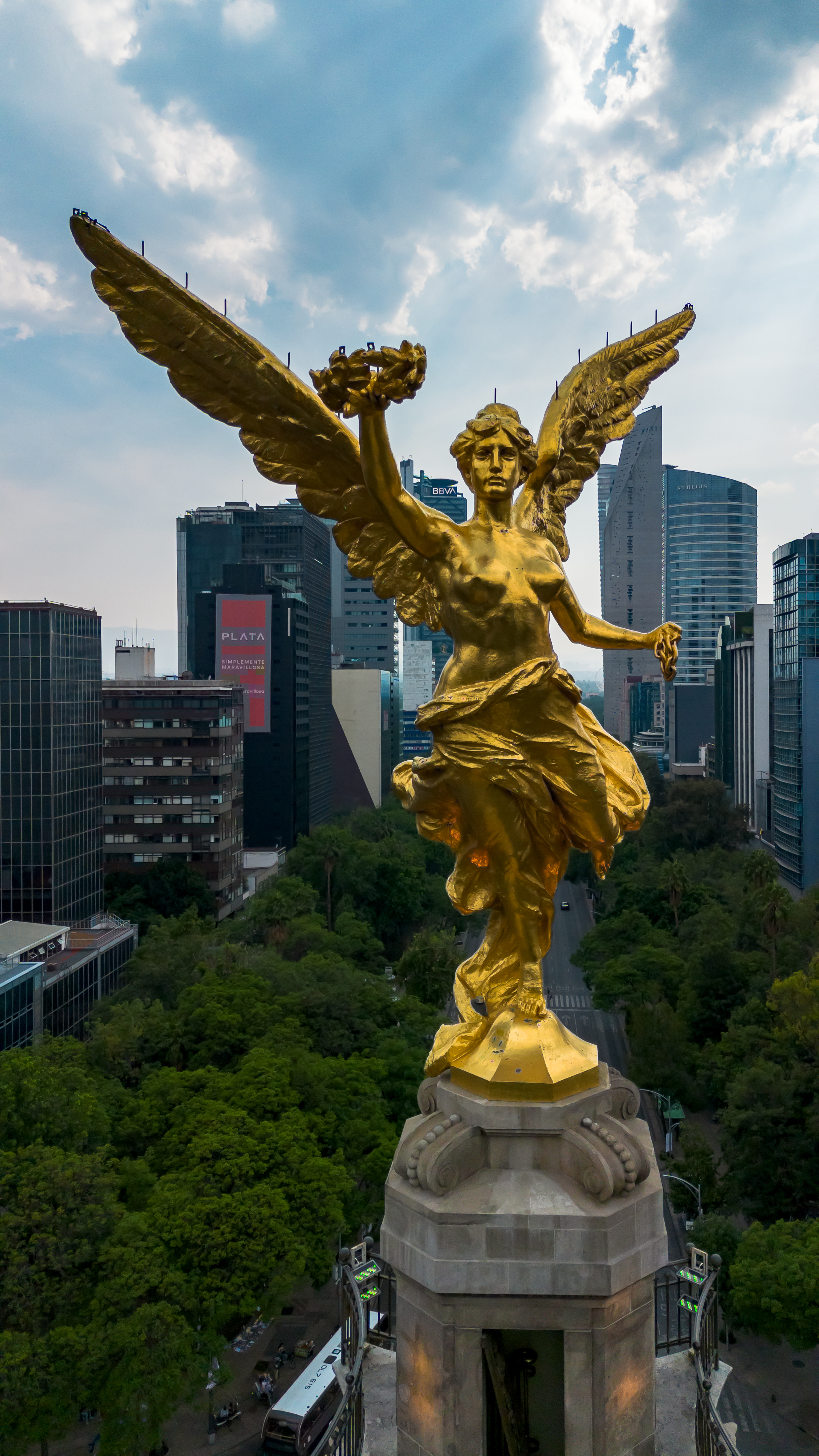
Skulptur der Siegesgöttin Victoria

Die Unterseite der Säule ist quadratisch, wobei jede Seite mit einer Bronzeskulptur Gesetz, Krieg, Gerechtigkeit und Frieden symbolisiert. Ursprünglich gab es neun Stufen, die zur Unterseite führten, aber infolge von Grundabsenkungen wurden 14 weitere Stufen hinzugefügt, sodass es heute 23 Stufen sind.
Auf dem Vorderteil der Unterseite, die in Richtung des Stadtzentrums von Mexiko-Stadt blickt, befindet sich eine Inschrift mit der la Nación a los Héroes de la Independencia („die Nation für die Helden der Unabhängigkeit“). Vor dieser Inschrift steht die Bronzestatue eines riesigen Löwen, der von einem Kind geführt wird und der die Stärke während des Krieges und die Liebe während des Friedens darstellt.
In der Nähe der Säule befindet sich eine Gruppe Marmorstatuen von einigen der Helden des Unabhängigkeitskrieges. Die Säule selbst ist 36 Meter hoch. Die tragende Struktur ist aus Stahl, der mit Stein bedeckt ist, der wiederum mit Girlanden, Palmen und Ringen mit den Namen der Unabhängigkeitsabbildungen verziert wird. Innerhalb der Säule ist ein Treppenhaus mit 200 Stufen, das zu einer Aussichtsplattform über dem Kapitell führt. Das nach korinthischer Ordnung gestaltete Kapitell wird durch vier Adler mit ausgedehnten Flügeln geschmückt, dem mexikanischen Wappen jener Zeit.
Auf der Spitze der Säule steht eine Skulptur, die dem Denkmal den Namen gibt. Die 6,70 Meter hohe Statue, die von Enrique Alciati gefertigt wurde, stellt die geflügelte Siegesgöttin Victoria dar. Sie besteht aus vergoldeter Bronze und wiegt sieben Tonnen. In ihrer rechten Hand hält sie eine Lorbeerkrone, die den Sieg symbolisiert, während sie in ihrer Linken eine gesprengte Kette hält, welche die Freiheit symbolisiert.

## Geschichte

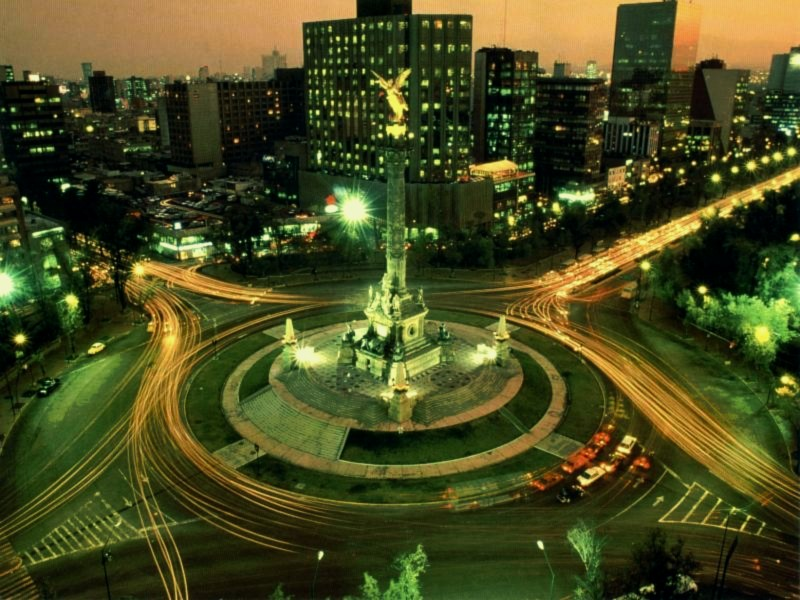
El Ángel de la Independencia

Die Errichtung des Ángel de la Independencia wurde 1902 vom Präsidenten Porfirio Díaz angeordnet. Der Architekt Antonio Rivas Mercado war verantwortlich für das Design des Denkmals, die Bauarbeiten wurden von den mexikanischen Ingenieuren Gonzalo Garita und Manuel Gorozpe überwacht. Alle Skulpturen waren vom italienischen Künstler Enrique Alciati entworfen worden. Das Denkmal war zu den Feierlichkeiten des hundertsten Jahrestages der mexikanischen Unabhängigkeit im Jahr 1910 geplant worden. Die Eröffnungszeremonie wurde vom Präsidenten Díaz und einigen anderen Würdenträgern geleitet. 1925 überführte man die sterblichen Überreste der Helden aus den Zeiten des Mexikanischen Unabhängigkeitskrieges in ein Mausoleum unter dem Denkmal. Nachbestattet wurden dort:
- Miguel Hidalgo y Costilla
- Ignacio Allende y Unzaga
- Juan Ignacio Aldama
- José Mariano Jiménez
- José María Morelos y Pavón
- Mariano Matamoros
- Nicolás Bravo
- Vicente Guerrero
- Guadalupe Victoria
- Leona Vicario
- Andrés Quintana Roo
- Francisco Javier Mina
- Pedro Moreno

Seit dem Jahr 2010 werden ihre Gebeine im Museo Nacional de Historia im Schloss Chapultepec untersucht, identifiziert und konserviert.

## Sonstiges
Eine ewige Flamme (Lámpara Votiva), mit der diese Helden geehrt werden, wurde 1929 an der Unterseite der Säule im Auftrag des Präsidenten Emilio Portes Gil angebracht. Das Denkmal wurde während eines Erdbebens am 28. Juli 1957 beschädigt, als die Skulptur des Engels zu Boden stürzte und in Stücke zerbrach. Dieser Vorgang regte die mexikanische Bevölkerung zu zahlreichen Witzen über den „gefallenen Engel“ an. Der Bildhauer José Fernández Urbina war verantwortlich für die Wiederherstellung, die mehr als ein Jahr dauerte. Das Denkmal wurde am 16. September 1958 wiedereröffnet. Es überstand das verheerende Erdbeben vom 19. September 1985 unbeschädigt. Seit langem ist El Ángel der traditionelle Versammlungsplatz für Feiern der Einwohner von Mexiko-Stadt, insbesondere bei Fußballsiegen, und es ist zu einem Hauptschauplatz für politische Versammlungen geworden.

## Münzbild
Die Skulptur der Siegesgöttin auf der Spitze der Säule ist das Vorbild für die Vorderseite der Anlagemünzen-Reihe Libertad der mexikanischen Prägeanstalt Casa de Moneda de Mexico.